# 第36独立親衛自動車化狙撃旅団 (ロシア陸軍)
第36独立親衛自動車化狙撃旅団（だい36どくりつしんえいじどうしゃかそげきりょだん、ロシア語: 36-я отдельная гвардейская мотострелковая бригада）は、ロシア陸軍の旅団。第29諸兵科連合軍隷下。

## 概要

### 戦間期

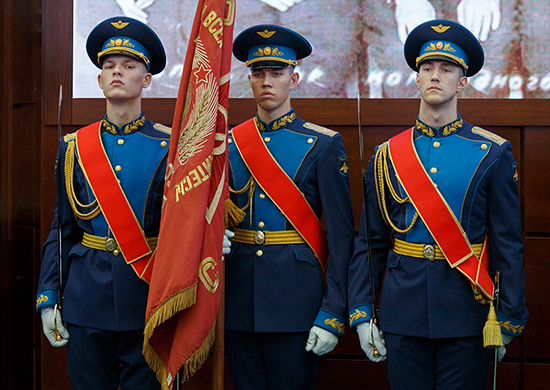
第214空挺旅団旗

1936年、赤色空軍第47特殊任務空挺旅団としてロシア・ソビエト連邦社会主義共和国で創設された。
1938年7月、赤軍に編入し、第214空挺旅団に改編された。

### 第二次世界大戦
1940年1月から冬戦争、独ソ戦に投入された。
1941年5月、部隊増強に伴い、第4空挺軍団に改編された。
1941年6月から独ソ戦に投入され、名誉称号「親衛隊」を授与された。
1942年8月、部隊縮小に伴い、第38親衛狙撃師団に改編された。
同月から独ソ戦に投入され、アレクサンドル・オヌフリエフ師団長が戦死したが、枢軸国に勝利し、赤旗勲章、名誉称号「ロゾヴァ」を授与された。
1946年5月、部隊縮小に伴い、第19独立親衛狙撃旅団に改編された。

### 冷戦期
1947年9月、ロシア・ソビエト連邦社会主義共和国カリーニングラード州に移駐した。
1953年10月、部隊増強に伴い、第38親衛狙撃師団に改編された。
1957年6月、機械化に伴い、第38親衛自動車化狙撃師団に改編された。
1967年4月、チタ州（現ザバイカリエ地方）に移駐した。
1989年7月、砲兵部隊化に伴い、第131親衛機関銃・砲兵師団に改編された。

### ロシア陸軍

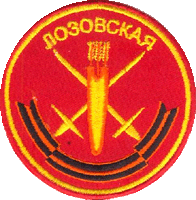
旧第36独立親衛自動車化狙撃旅団章

1992年5月、ソビエト連邦の崩壊とロシアの独立で創設されたロシア陸軍に編入した。
2001年8月、歩兵部隊化に伴い、第131親衛自動車化狙撃師団に改編された。
2009年1月、部隊縮小に伴い、第36独立親衛自動車化狙撃旅団に改編された。

### ロシアのウクライナ侵攻

#### 北部・キーウ戦線
2022年2月24日、ロシアのウクライナ侵攻でベラルーシに配備され、キーウ方面で攻勢を開始し、イヴァンキウを占領したが、北部キーウ州で撃退された。ボロディアンカでは戦争犯罪を犯した。

#### 北東部・イジューム戦線
2022年4月、北東部ハルキウ州イジューム地区に再配置され、友軍の救援で攻勢を開始したが撃退された。9月にウクライナ軍の攻勢でハルキウ州の大部分を解放された。

#### 東部・南ドネツク戦線
2023年2月、東部ドネツィク州ヴォルノヴァーハ地区に再配置され、第155独立親衛海軍歩兵旅団、第40独立海軍歩兵旅団、第14独立親衛特殊任務旅団、作戦戦闘戦術編隊カスカドと共にヴフレダール方面で攻勢を開始したが、大損害を受けて撃退された。以降も定期的にヴフレダール方面を攻撃して撃退された。
2024年3月、第29諸兵科連合軍のオレグ・モイセーエフ新司令官の演説を拝聴するため、部隊が無防備に野外で整列していたところをウクライナ軍にミサイル攻撃され、フセイン・ムサエフ旅団長を含む戦死者65人の損害を受けた。生き残った団員が攻撃後の死体の山を撮影し、「野外に並ばせやがって。クソ指揮官どもが！」との恨み節と共にSNSに投稿したため反響を呼んだ。

#### 東部・アウディーイウカ戦線
2024年4月、東部ドネツィク州ポクロウシク地区に再配置され、友軍の救援でマリンカ方面で攻勢を開始し、ロシア軍が1年以上手詰まっていたノヴォ・ミハイリウカを占領した。

#### 東部・南ドネツク戦線
2024年10月、東部ドネツィク州ヴォルノヴァーハ地区に再配置され、第39独立親衛自動車化狙撃旅団、第57独立親衛自動車化狙撃旅団、第91独立自動車化狙撃連隊と共に戦力差10倍で第72独立機械化旅団を総攻撃し、何度目かの正直でヴフレダールを占領した。

## 編制
- 旅団司令部（ボルジャ）
- 第1自動車化狙撃大隊
- 第2自動車化狙撃大隊
- 第3自動車化狙撃大隊
- 戦車大隊
- 旅団砲兵群
  - 本部中隊
  - 第1自走砲大隊
  - 第2自走砲大隊
  - ロケット砲大隊
  - 対戦車砲大隊
- 高射ミサイル大隊

- 偵察大隊
- 工兵大隊
- 通信大隊
- 兵站大隊
- 狙撃中隊
- 整備中隊
- 電子戦中隊
- NBC防護中隊
- 衛生中隊
- 無人機中隊